# La Fenice Volley Isernia
La Fenice Volley Isernia è un'ex società pallavolistica maschile di Isernia; durante i suoi trascorsi in serie A2 è stata una delle maggiori espressioni sportive della regione Molise.

## Storia della società
Fondata nel 1972 per iniziativa dei Vigili del Fuoco, l'Isernia Volley militò per un trentennio nei campionati regionali, prima di esordire in Serie B1 nel 2000 e di conquistare la promozione in Serie A2 nel 2004.
La stagione dell'esordio tra i professionisti (2004-05) si chiuse con la retrocessione della squadra molisana, ma la rinuncia dello Schio portò al reintegro dei pentri.
Nel 2007 cambiamenti all'interno dei quadri dirigenziali della società portarono all'attuale denominazione, e da allora la squadra ha guadagnato in competitività. Con sponsor Olio Pignatelli, disputò per la prima volta i play-off per la promozione in A1 nel 2007-08; nella stessa stagione organizzò la final four di Coppa Italia A2.
Nel 2008-09 ottenne nuovamente la qualificazione alla post-season col 6º posto. L'anno dopo invece finì 11°, fuori dai play-off ma salva senza passare dai play-out.
Nel 2012, dopo essersi salvata, chiude i battenti per la mancanza di sostegno più volte denunciata dal patron Mimmo Cicchetti.
Due anni dopo, grazie all'interesse di alcuni imprenditori, e al sostegno dell'Unilever, riparte dalla B2 con il nome Svelto Isernia.

## Cronistoria

### Campionati Nazionali
| Categoria | Partecipazioni | Debutto   | Ultima stagione |
| --------- | -------------- | --------- | --------------- |
| Serie A2  | 8              | 2004-2005 | 2011-2012       |
| Serie B1  | 4              | 2000-2001 | 2003-2004       |
| Serie B2  | 2              | 2014-2015 | 2015-2016       |